# Andres Valdes
Andrés Valdés y Fuentes, slovensko-kubanski pantomimik in igralec ter režiser, * 14. julij 1936, Havana, Kuba, † april 2023.
Sprva plesalec in igralec s končano igralsko akademijo, nato mojster pantomime, s katero se je začel ukvarjati v Mehiki. Dokončno se je pantomimi posvetil v Parizu, kjer se je učil in izpopolnjeval pri legendah te zvrsti, Etiennu Decrouxu in Marcelu Marceauju  – nekaj časa je bil tudi Marceaujev asistent. Mimu in pantomimi je posvetil vse življenje, ustvarjalne vrhunce pa je dosegel v Sloveniji, kamor je prišel leta 1964.
Več let je bil edini pantomimik v Sloveniji. Desetletje je bil izredni predavatelj na AGRFT-ju, Baletni šoli v Ljubljani in lastnem Studiu za pantomimo. Zadnjih nekaj let se poleg pedagoškega dela intenzivno ukvarja z ustvarjanjem za otroke. Ustvaril je vrsto predstav za odrasle, predšolsko, šolsko in srednješolsko mladino.
Ustvaril je več uspešnih predstav za odrasle, kot so: Črno-belo, Malo za šalo malo zares, Duete in kot rezultat njegove pedagoške uspešnosti predstavo Tišina, smejemo se!, ustvaral pa je tudi za otroke: Pravljice iz Bele dežele, Gospodično Semfino in gospoda Mima, Šlik-šlak in nikoli šluk ter Pravljico o črtastem princu. Nastopal je v več televizijskih oddajah, predvsem otroškega in mladinskega programa TV Ljubljana in igral v filmih in serijah.
Leta 2010 je prejel nagrado Združenja dramskih umetnikov Slovenije za življenjsko delo – bršljanov venec.
Decembra 2017 mu je Svetovna organizacija za pantomimo (World Mime Organisation) izročila nagrado za izjemni prispevek k umetnosti pantomime.
Iz tretjega zakona ima hčerko Urško (1982), v zdajšnjem četrtem zakonu z asistentko in sodelavko Jano Kovač Valdés, ki se mu je pridružila leta 1982, pa ima hčerko Veroniko (1992).